# ロベルト・ムシビドバゼ
ロベルト・ムシビドバゼ（ロシア語: Роберт Николаевич Мшвидобадзе、1989年8月17日 - ）は、ロシアの柔道家。ジョージア出身。階級は60kg級。身長160cm。

## 人物
最初はグルジアの選手として、2004年にヨーロッパカデ50kg級で2位になると、2005年のヨーロッパカデとヨーロッパユースオリンピックフェスティバルの55kg級では3位になった。その後、2008年にはロシアに国籍を変更すると、2009年から3年連続でU23ヨーロッパ選手権60kg級で3位となった。2011年には ユニバーシアードで3位、2012年には世界警察選手権で優勝した。その後も一定の活躍をするが、2016年のリオデジャネイロオリンピックにはベスラン・ムドラノフがいたために出場できなかった。グランドスラム・東京で3位になると、2017年のヨーロッパ選手権とグランドスラム・アブダビでは優勝した。2018年の世界選手権では決勝まで進むが、日本の髙藤直寿に小内刈で技ありを取られて2位にとどまった。ワールドマスターズでは優勝した。なお、2018年には世界ランキング年間1位となった。2020年のヨーロッパ選手権では優勝した。2021年7月に日本武道館で開催された東京オリンピックには世界チャンピオンとなったヤゴ・アブラゼを押しのけて代表に選ばれたが、競技では初戦で敗れた。

## 主な戦績
- 2004年 - ヨーロッパカデ 2位（50kg級）
- 2005年 - ヨーロッパカデ 3位（55kg級）
- 2005年 - ヨーロッパユースオリンピックフェスティバル 3位（55kg級）
- 2009年 - ワールドカップ・バクー 優勝
- 2009年 - U23ヨーロッパ選手権 2位
- 2010年 - ワールドカップ・ミンスク 優勝
- 2010年 - U23ヨーロッパ選手権 2位
- 2011年 - ユニバーシアード 3位
- 2011年 - U23ヨーロッパ選手権 2位
- 2012年 - 世界警察選手権 優勝
- 2012年 - グランプリ・青島 3位
- 2013年 - グランプリ・サムスン 3位
- 2013年 - グランドスラム・バクー 3位
- 2014年 - グランプリ・サムスン 3位
- 2014年 - グランプリ・青島 3位
- 2016年 - グランプリ・ザグレブ 3位
- 2016年 - グランドスラム・東京 3位
- 2017年 - ヨーロッパ選手権 優勝
- 2017年 - グランプリ・フフホト 3位
- 2017年 - グランプリ・ザグレブ 2位
- 2017年 - グランドスラム・アブダビ 優勝
- 2017年 - ワールドマスターズ 5位
- 2018年 - グランドスラム・デュッセルドルフ 2位
- 2018年 - グランプリ・ブダペスト 3位
- 2018年 - 世界選手権 2位
- 2018年 - ワールドマスターズ 優勝
- 2019年 - グランドスラム・デュッセルドルフ 2位
- 2019年 - グランプリ・モントリオール 2位
- 2019年 - ワールドマスターズ 3位
- 2020年 - グランドスラム・ブダペスト 2位
- 2020年 - ヨーロッパ選手権 優勝
- 2021年 - グランドスラム・カザン 2位

（出典、JudoInside.com）